# FK Policajac Beograd
FK Policajac Beograd (Policajac, FK Policajac; srpski: Фудбалски клуб Полицајац) nogometni je klub iz Beograda, Republika Srbija.

## O klubu
Klub je osnovan 1946. godine pod nazivom FK Milicionar, a za njega su uglavnom igrali djelatnici MUP-a Srbije. Od sezone 1998./99. do sezone 2000./01. igraju u Prvoj ligi SRJ. 2001. odustaju od natjecanja u drugoj ligi te se spajaju s "Radničkim" iz Obrenovca, 
koji preuzima momčad i mjesto Milicionara, a Milicionar dalje nastavlja djelovanje pod nazivima 13. Maj i konačno Policajac.

## Uspjesi

### FNRJ / SFRJ
III. Beogradska liga
- prvak: 1965./66.[2]

### SRJ / SiCG
Druga savezna liga – Istok
- prvak: 1997./98.

### Srbija
Druga Beogradska liga – skupina "Dunav"
- prvak: 2012./13.

## Poveznice
- FK policajac, facebok stranica
- srbijasport.net, FK Policajac beograd, profil kluba
- srbijasport.net, FK Policajac Beograd, rezultati po sezonama
- flashscore.com, Milicionar Beograd
- soccerway.com, Milicionar Beograd
- FK Radnički Obrenovac